# Gunnar Ossiander
Gunnar Ossian Ossiander, född 5 april 1899 i Helsingborg, död 17 april 1984 i Vällingby, var en svensk skådespelare.
I sin ungdom utbildade sig Ossiander till konditor, vilket han kom att arbeta som i förutom hemstaden, även Köpenhamn och Landskrona. Han flyttade senare till Eslöv, där han kom i kontakt med Sverker Ahde, med vilken han kom att börja skriva revyer. Tillsammans skrev paret sex revyer, men när Ahde flyttade till Stockholm nådde samarbetet ett slut. Ossiander skapade därefter ett turnerande revysällskap vid namn Muntergökarna, som framförde revyer över hela Sverige, och efter andra världskrigets slut började han allt mer medverka i filmer. Han var mycket aktiv på 1970-talet och medverkade då i flera filmer och TV-serier, såväl som uppsättningar på Dramaten. Ossiander är gravsatt i minneslunden på Råcksta begravningsplats.

## Filmografi
- 1925 – Den gamla herrgården
- 1944 – En dag skall gry
- 1969 – Lördagen den 5-10
- 1970 – Jänken
- 1970 – En kärlekshistoria
- 1970 – Den magiska cirkeln
- 1973 – Luftburen
- 1973 – Kvartetten som sprängdes (TV-serie)
- 1973 – Ebon Lundin
- 1974 – Gangsterfilmen
- 1974 – De tre från Haparanda (TV-serie)
- 1974 – En handfull kärlek
- 1975 – Ungkarlshotellet
- 1975 – Kulstötaren
- 1976 – Drömmen om Amerika
- 1978 – Picassos äventyr

## Teater

### Roller (ej komplett)
| År   | Roll        | Produktion                          | Regi            | Teater   |
| ---- | ----------- | ----------------------------------- | --------------- | -------- |
| 1971 | Landsfogden | Sol, vad vill du mig? Birger Norman | Ingvar Kjellson | Dramaten |

### Fotnoter
1. ↑  ”Gunnar Ossiander”. Svensk Filmdatabas. http://www.sfi.se/sv/svensk-filmdatabas/Item/?type=PERSON&itemid=58752&iv=OVERVIEW. Läst 6 augusti 2012.
2. ↑  ”Gunnar Ossiander”. 78:or & Film. http://78-varv.atspace.cc/gunoss.htm. Läst 6 augusti 2012.
3. ↑  SvenskaGravar